# Liste der Bodendenkmäler in Weigenheim
Auf dieser Seite sind die Bodendenkmäler in der mittelfränkischen Gemeinde Weigenheim zusammengestellt. Diese Tabelle ist eine Teilliste der Liste der Bodendenkmäler in Bayern. Grundlage ist die Bayerische Denkmalliste, die auf Basis des Bayerischen Denkmalschutzgesetzes vom 1. Oktober 1973 erstmals erstellt wurde und seither durch das Bayerische Landesamt für Denkmalpflege geführt wird. Die folgenden Angaben ersetzen nicht die rechtsverbindliche Auskunft der Denkmalschutzbehörde.

## Bodendenkmäler der Gemeinde Weigenheim

### Gemarkung Geckenheim
| Lage                                | Objekt | Akten-Nr.     | Bild |
| ----------------------------------- | --- | ------------- | ---- |
| Geckenheim (Standort)               | Siedlung vorgeschichtlicher Zeitstellung. Siehe auch: Urgeschichte                                                                                                | D-5-6427-0149 |      |
| Geckenheim Brückenkopf 5 (Standort) | Siedlung der Bronzezeit und Urnenfelderzeit. Siehe auch: Stadtmauer                                                                                               | D-5-6427-0167 |      |
| Geckenheim (Standort)               | Mittelalterliche und frühneuzeitliche Befunde im Bereich der Evangelisch-Lutherischen Pfarrkirche St. Georg in Geckenheim. Siehe auch: Frühe Neuzeit, Pfarrkirche | D-5-6427-0252 |      |

### Gemarkung Reusch
| Lage              | Objekt | Akten-Nr.     | Bild |
| ----------------- | --- | ------------- | ---- |
| Reusch (Standort) | Siedlung vor- und frühgeschichtlicher Zeitstellung. Siehe auch: Frühgeschichte                                                                                 | D-5-6427-0156 |      |
| Reusch (Standort) | Siedlung vor- und frühgeschichtlicher Zeitstellung. Siehe auch: Frühgeschichte                                                                                 | D-5-6427-0157 |      |
| Reusch (Standort) | Mittelalterliche und frühneuzeitliche Befunde im Bereich der Evangelisch-Lutherischen Pfarrkirche St. Marien in Reusch. Siehe auch: Frühe Neuzeit, Pfarrkirche | D-5-6427-0255 |      |

### Gemarkung Schloß Frankenberg
| Lage                          | Objekt                                                                                           | Akten-Nr.     | Bild |
| ----------------------------- | ------------------------------------------------------------------------------------------------ | ------------- | ---- |
| Schloß Frankenberg (Standort) | Mittelalterliche Burgruine Hinterfrankenberg.                                                    | D-5-6327-0043 |      |
| Schloß Frankenberg (Standort) | Befestigung vor- und frühgeschichtlicher Zeitstellung. Siehe auch: Frühgeschichte                | D-5-6327-0044 |      |
| Schloß Frankenberg (Standort) | Mittelalterliche Burg und frühneuzeitliches Schloss Vorderfrankenberg. Siehe auch: Frühe Neuzeit | D-5-6327-0046 |      |
| Schloß Frankenberg (Standort) | Frühneuzeitliche Wüstung Schwemm- bzw. Julianenhof. Siehe auch: Wüstung                          | D-5-6327-0199 |      |

### Gemarkung Weigenheim
| Lage                  | Objekt | Akten-Nr.     | Bild |
| --------------------- | --- | ------------- | ---- |
| Weigenheim (Standort) | Mittelalterlicher Turmhügel. | D-5-6427-0141 |      |
| Weigenheim (Standort) | Siedlung der Hallstattzeit und mittelalterlicher und frühneuzeitlicher Burgstall Hohenlandsberg. Siehe auch: Hallstattzeit, Mittelalter, Frühe Neuzeit, Burgstall         | D-5-6427-0142 |      |
| Weigenheim (Standort) | Siedlung der Bronzezeit und Urnenfelderzeit. Siehe auch: Bronzezeit, Urnenfelderzeit                                                                                      | D-5-6427-0145 |      |
| Weigenheim (Standort) | Siedlung des Neolithikums und der Urnenfelderzeit. Siehe auch: Jungsteinzeit, Urnenfelderzeit                                                                             | D-5-6427-0146 |      |
| Weigenheim (Standort) | Mittelalterliche und frühneuzeitliche Befunde im Bereich des Vorgängerbaus der Evangelisch-Lutherischen Pfarrkirche in Weigenheim. Siehe auch: Frühe Neuzeit, Pfarrkirche | D-5-6427-0250 |      |

### Bodendenkmäler unbekannter Lokation
| Lage       | Objekt                                                                                       | Akten-Nr.     | Bild |
| ---------- | -------------------------------------------------------------------------------------------- | ------------- | ---- |
| (Standort) | Abschnittsbefestigung vor und frühgeschichtlicher Zeitstellung oder des frühen Mittelalters. | D-5-6327-0201 |      |